# Golfo da Tailândia

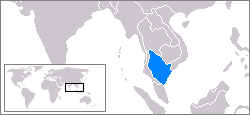
Golfo da Tailândia (área em azul)

O golfo da Tailândia está localizado no mar da China Meridional (oceano Pacífico) e é rodeado pela Malásia, Tailândia, Camboja e Vietname. Na extremidade norte do golfo está a enseada de Banguecoque, na foz do rio Chao Phraya, perto de Banguecoque e a oeste o istmo de Kra. O golfo ocupa cerca de 320 000 km².
O Golfo da Tailândia é relativamente pouco profundo, com uma profundidade média de 45 m e máxima de apenas 80 m. Esta característica faz com que a circulação de água seja lenta e o forte influxo de água de rios como o rio Chao Phraya e o rio Mekong contribui para que o golfo tenha uma salinidade baixa e seja rico em sedimentos. Na época mais fria da última idade do gelo, o Golfo da Tailândia não existia devido à existência de um nível do mar mais baixo. Em vez disso, constituía o prolongamento do vale do rio Chao Phraya.
Devido ao calor tropical, a água do golfo da Tailândia abriga muitos recifes de coral e, portanto, nele existem vários empreendimentos destinados ao mergulho. O mais popular para o turismo é a ilha de Ko Samui na província de Surat Thani.
O golfo também possui alguns recursos petrolíferos, incluindo petróleo e gás natural.